# Йемишчи Хасан-паша
Дамат Йемишчи Хасан-паша (тур. Yemişçi Hasan Paşa; 1535, Ругова, Косово — 18 октября 1603, Стамбул) — османский государственный и военный деятель, великий визирь Османской империи (22 июля 1601 — 4 октября 1603).

## Биография
По происхождению — албанец. Родился и провел своё детство в Ругове (Косово), затем отправился в Призрен, где получил своё начальное образование. Он продолжил образование в военной школе в Стамбуле.
В августе 1593 года Хасан был назначен агой янычарского корпуса, но уже в конце того же годы был освобожден с этой должности. В июне 1595 года он вторично получил должность аги янычар, но в феврале следующего 1596 года был отправлен в отставку. В марте 1596 году Хасан-паша получил звание визиря. Затем он был назначен бейлербеем Ширвана, затем вернулся в Стамбул, где стал вторым визирем.
10 июля 1601 года великий визирь Дамат Ибрагим-паша, командую османской армией, скончался в Белграде. 22 июля того же года 1601 года Йемишчи Хасан-паша был назначен султаном Мехмедом III новым великим визирем Османской империи.
5 апреля 1602 года Йемишчи Хасан-паша женился на османской принцессе Айше-султан (1570—1605), дочери султана Мурада III и вдове великого визиря Дамата Ибрагима-паши. У супругов родился один сын.
В 1602 году великий визирь и сердар Йемишчи Хасан-паша во главе османской армии находился на границе с Австрией. Осенью 1602 года попытался деблокировать осаждённую Буду и отбить захваченный габсбургскими войсками Пешт, но потерпел неудачу.
В январе 1603 года в Стамбуле подняли восстание сипахи, недовольные ростом цен и введением запрета на выпивку. Великий визирь Хасан-паша не смог взять Секешфехервар и отступил в Белград. Вскоре великий визирь спешно вернулся в Стамбул, оставив своим заместителем и новым командующим Соколлузаде Лала Мехмед-пашу, наместника Буды.
Сафие-султан запретила своему сыну Мехмеду III издавать указ о казни Хасана-паши. Но восставшие сипахи получили от фетву (разрешение на казнь) от шейх-уль-ислама. 7 февраля 1603 года мятежные сипахи окружили особняк великого визиря. Султан Мехмед III приказал янычарам защитить великого визиря в их штабе. Хасан-паша бежал из своего дома в штаб янычар, откуда стал разрабатывать планы против мятежников. В итоге восставшие сипахи были разбиты, а их лидеры схвачены и казнены.
После подавления мятежа в столице великий визирь Йемишчи Хасан-паша начал расправляться со своими противниками. Он стремился сохранить финансовое положение государства и увеличить налоговые поступления. Был введен новый налог на торговцев, население стало жаловаться на высокие налоги. В результате Йемишчи Хасан-паша создал себе многочисленных врагов из-за своей политики, высоких налогов и компромиссов с восставшими джелали в Анатолии.
23 сентября 1603 года султан Мехмед III освободил Хасана-пашу от должности великого визиря и арестовал его. 18 октября того же года он был казнен.